# Виньо, Ален
Ален Виньо (фр. Alain Vigneault; род. 14 мая 1961, Квебек) — канадский хоккеист, защитник, тренер.

## Тренерская карьера
Начал тренировать в 1986 году после ухода из НХЛ как игрока. Тренировал в QMJHL.
В сезоне 1992/93 дебютировал в НХЛ как помощник тренера «Оттавы Сенаторз». Однако за плохую игру был уволен спустя 3 сезона, и вернулся в QMJHL.
Дебют Виньо как главного тренера состоялся в 1997 г. в «Монреаль Канадиенс». В 2000 номинировался на премию Джек Адамс Эворд. Но по иронии судьбы начало сезона 2000/01 прошло для «Монреаля» провально, и Виньо был уволен. После увольнения он вновь вернулся в Квебек тренировать клубы местной хоккейной лиги.
В 2005 году Алена приглашают на работу в фарм-клуб «Ванкувера» «Манитоба Мус». После успешного сезона в Манитобе, которая дошла до второго раунда плей-офф, Алена Виньо назначают главным тренером «Ванкувер Кэнакс» вместо уволенного Марка Кроуфорда.
В свой первый сезон за «Кэнакс» Виньо установил рекорд по победам, державшийся с 1992 года. Но в плей-офф «Касаток» ждала неудача — проигрыш «Анахайму». Однако, Виньо получил Джек Адамс Эворд, опередив Линди Раффа из «Баффало Сейбрз» и Мишеля Терьена из «Питтсбург Пингвинз».
Следующий сезон оказался для «Кэнакс» провальным. В результате генеральный менеджер Дэйв Нонис был уволен. Виньо также оказался под угрозой потери тренерского места, но сохранил его. Были также уволены ассистенты Алена — Бари Смит и Майк Келли.
В межсезонье-2008 команду покинул Маркус Нэслунд, и Виньо решился на риск — капитаном «Кэнакс» впервые с 1948 года стал вратарь Роберто Люонго. «Ванкувер» третий раз подряд выиграл титул чемпионов Северо-Западного дивизиона, но в плей-офф «Касатки» проиграли во втором раунде «Чикаго Блэкхокс».
В 2008 году у Виньо закончился контракт с клубом, и ожидалось, что он уйдёт. Но Ален продлил соглашение на 3 года. И в сезоне 2010/11 «касатки» впервые в своей истории выиграли регулярный чемпионат НХЛ. В этом же сезоне дошли до финала Кубка Стэнли, где в семи матчах уступили Бостон Брюинз. Сезон 2012/2013 «Ванкувер» снова завершил в зоне плей-офф, в очередной раз выиграв дивизион, но затем в первом раунде Кубка Стэнли был разгромлен «Сан Хосе Шаркс» 0-4. После этого Виньо был уволен.
16 июня 2013 года было объявлено, что Виньо станет главным тренером «Нью-Йорк Рейнджерс».
14 февраля 2015 одержал свою 500-ю тренерскую победу в регулярных чемпионатах НХЛ.
8 апреля 2018 года Рейнджерс объявили об отставке Алена Винью. В сезоне 2017-18 команда не попала в плей-офф впервые с 2010 года.
15 апреля 2019 года назначен тренером клуба «Филадельфия Флайерз». 7 декабря 2021 года покинул свой пост.

## Награды
- Лучший тренер Канадской хоккейной лиги — 1988
- Джек Адамс Эворд — 2007 (номинации в 2000 и 2011)
- Был назначен ассистентом главного тренера на Игру всех звёзд 2011.

## Личная жизнь
Виньо живёт в местечке Гатино, Квебек. Разведён, имеет двух дочерей — Джейн и Андриан.

## Статистика в НХЛ
| Команда   | Год       | Регулярный чемпионат | Регулярный чемпионат | Регулярный чемпионат | Регулярный чемпионат | Регулярный чемпионат | Регулярный чемпионат | Регулярный чемпионат | Плей-офф                                |
| Команда   | Год       | Игр                  | В                    | П                    | Н                    | ПвО                  | О                    | Итог                 | В плей-офф Кубка Стэнли                 |
| --------- | --------- | -------------------- | -------------------- | -------------------- | -------------------- | -------------------- | -------------------- | -------------------- | --------------------------------------- |
| Монреаль  | 1997-98   | 82                   | 37                   | 32                   | 13                   | —                    | 87                   | 4 в дивизионе        | Проиграли во втором раунде (БАФ)        |
| Монреаль  | 1998-99   | 82                   | 32                   | 39                   | 11                   | —                    | 75                   | 5 в дивизионе        | В плей-офф не попали                    |
| Монреаль  | 1999-2000 | 82                   | 35                   | 34                   | 9                    | 4                    | 83                   | 4 в дивизионе        | В плей-офф не попали                    |
| Монреаль  | 2000-01   | 20                   | 5                    | 13                   | 2                    | 0                    | 12                   | 5 в дивизионе        | уволен                                  |
| Ванкувер  | 2006-07   | 82                   | 49                   | 26                   | —                    | 7                    | 105                  | 1 в дивизионе        | Проиграли во втором раунде (АНХ)        |
| Ванкувер  | 2007-08   | 82                   | 39                   | 33                   | —                    | 10                   | 88                   | 5 в дивизионе        | В плей-офф не попали                    |
| Ванкувер  | 2008-09   | 82                   | 45                   | 27                   | —                    | 10                   | 100                  | 1 в дивизионе        | Проиграли во втором раунде (ЧИК)        |
| Ванкувер  | 2009-10   | 82                   | 49                   | 28                   | —                    | 5                    | 103                  | 1 в дивизионе        | Проиграли во втором раунде (ЧИК)        |
| Ванкувер  | 2010-11   | 82                   | 54                   | 19                   | —                    | 9                    | 117                  | 1й во всей лиге      | Поражение в финале Кубка Стэнли (БОС)   |
| Ванкувер  | 2011-12   | 82                   | 51                   | 22                   | —                    | 9                    | 111                  | 1й во всей лиге      | Поражение в первом раунде (ЛА)          |
| Ванкувер  | 2012-13   | 48                   | 26                   | 15                   | —                    | 7                    | 59                   | 1й в дивизионе       | Поражение в первом раунде (СХ) (уволен) |
| Рейнджерс | 2013-14   | 82                   | 45                   | 31                   | —                    | 6                    | 96                   | 2й в дивизионе       | Поражение в финале Кубка Стэнли (ЛА)    |
| Рейнджерс | 2014-15   | 82                   | 53                   | 22                   | —                    | 7                    | 113                  | 1й во всей лиге      | Поражение в третьем раунде (ТБ)         |
| Итого     | Итого     | 970                  | 520                  | 341                  | 35                   | 74                   | Очков %: .622        | Очков %: .622        |                                         |